# Jean-Marc Leclercq
Pour les articles homonymes, voir Leclercq.

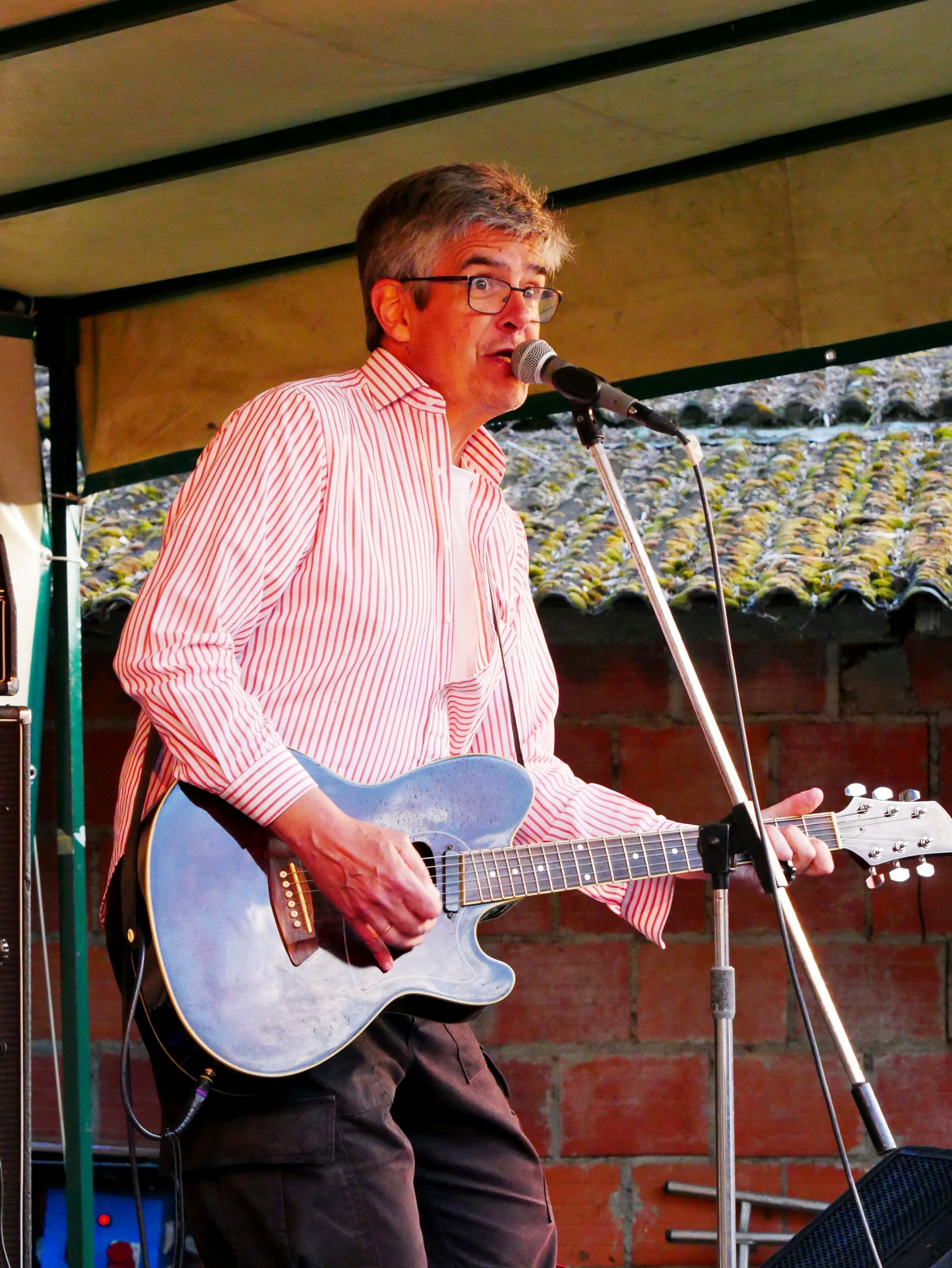

Jean-Marc Leclercq, né le 10 octobre 1961 à Lille, plus connu sous son nom de scène JoMo, est un musicien toulousain espérantophone et polyglotte qui a commencé à se produire sur scène en 1977. Il a appartenu à diverses formations musicales dont Les Diam's, Les Gringos, Les Évadés d'Alcatraz, Dougherty, Les Vicomtes, Les Rosemary's Babies, Les Libertarios, Leclerq et les Mammouths, Black & Wesson, Les Fils de Joie.

## Biographie

### Jeunesse
Jean-Marc Leclercq nait le 10 octobre 1961 à Lille, en France. Son père, Pierre Leclercq, est dessinateur technique. Sa mère, Nicole Traverso, est factrice. Il est le cadet d’une fratrie de deux garçons. En 1962, la famille Leclercq déménage à Toulouse, dans le sud de la France. Il fait ses études et passe son baccalauréat à Toulouse, avant de faire des études littéraires à l’université Toulouse-Jean-Jaurès.

### Années 1980

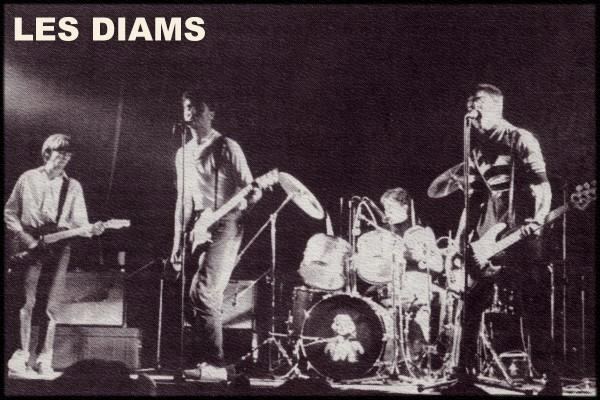

Jean-Marc Leclercq se fait connaître au début des années 1980 en tant que bassiste compositeur au sein du groupe Les Diam's qu'il crée avec John Szgaboonian, surnommé "Le Szgab", actuellement[Quand ?] leader des Szgaboonistes. Ils jouent une pop enlevée, cherchant parfois ses influences dans le reggae ou le ska, très imprégnée du rock français de Bijou, des Dogs, et de punk, en particulier les Clash et les Ramones. Ainsi, ils adaptent de ces derniers le titre KKK Took My Baby Away qui devient en français Le RPR a enlevé mon amie. Leur répertoire est essentiellement constitué de compositions originales.
Les Diam's disparaissent en 1983, peu de temps après avoir intégré le guitariste Michel Bonneval qui, avec le batteur Jean-Michel Daulon, rejoindra un peu plus tard le groupe de rock bordelais Gamine puis les Surrenders.

Jean-Marc Leclercq forme alors avec Zahardin Boukortt, futur bassiste chanteur des Shifters, le duo contrebasse - guitare Les Gringos. Ils se constituent un répertoire à base de country et de rockabilly (Hank Williams, Everly Brothers) magnifiquement servie par leurs voix harmonisées.

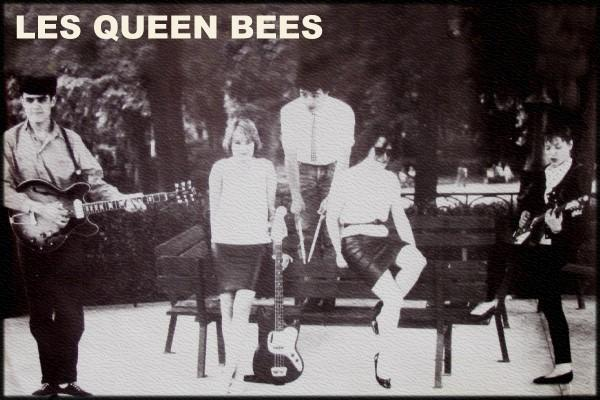

Ils sont plus tard rejoints par le guitariste Gill Dougherty. Cette nouvelle formule prend alors pour nom Les Évadés d'Alcatraz, Zara assurant la batterie.
Parallèlement, il participe à des projets musicaux, dont celui des Queen Bees. On[Qui ?] trouve dans cette formation très féminine les sœurs Monique et Dominique Sabatier, respectivement au chant et à la guitare rythmique, Corinne Gire à la basse, Jean-Marc assurant la guitare solo et Jean-Luc Guitard à la batterie.
Jean-Marc, investi dans le domaine associatif, anime également régulièrement les programmes de la radio associative libertaire FMR qui existe depuis 1983. Il crée le label indépendant Pink City Records (Stéphane Gire, Szgab, Outsiders, Art Mengo). Ce label se spécialise dans la production à moindre frais de cassettes réalisées à la maison ou, du moins, dans des conditions d'enregistrement minimalistes.

### Années 1990
Au tout début des années 1990, sous le nom de Karol Kriglsztajn il devient le bassiste du trio Rosemary's Babies, composé d'Eric Ivan le Chien Fou et de El Rubio de la Ganaderia de Santander qui est également batteur des Hobos de Gill Dougherty. Les Rosemary's Babies signeront leur premier album Lutte de Classe chez Boucherie Productions, le label de François Hadji-Lazaro, en 1991, et un second Malin Plaisr  chez Willing Productions en 1993. Ces deux productions les feront connaître dans le milieu du rock français alternatif. Le groupe effectua alors des tournées dans plusieurs pays, dont la Chine.
Lorsque les Rosemary's Babies se séparent, Jean-Marc se consacre à ses prestations en solo qui lui permettent de se produire dans les bars de Toulouse. C'est également l'époque à laquelle il crée un nouveau groupe, Libertarios ou Les Libertaires, avec lequel il enregistre un premier album de sept titres, et réalise le premier record de concert multilingue (22 chansons en 22 langues), inscrit en 2000 dans le Livre Guinness des records.

### Libertaire espérantiste
Jean-Marc Leclercq apprend l’espéranto en 1988 à Toulouse en suivant les cours de Floréal Martorell. Il décide de chanter et d'écrire dans la langue internationale et, c'est désormais sous le nom de JoMo kaj Liberecanoj que le groupe de JoMo se présente sur scène.  Il se définissent comme jouant un rock'n roll cosaque libertaire.
JoMo s'est fait le thuriféraire passionné de l'espéranto, au point d'avoir sorti trois albums dans la langue internationale.
Il est aussi l'auteur d'un guide de conversation français-gascon aux éditions ASSIMIL (Le Gascon de Poche) et a également écrit un roman en gascon, Ucraïna, pour lequel il a reçu le prix littéraire Paul Froment 2006.
Il a battu son propre record du Guinness Book à l’occasion du congrès de l’Association britannique d’espéranto qui a eu lieu à Letchworth Garden City, à 40 km au nord de Londres, le 4 juillet 2007.
En 2020, il sort une chanson en 26 langues.

## Discographie
- Avec les Rosemary's Babies
  - Lutte de Classe - 1991 (Boucherie Productions)
  - Malin Plaisir - 1993 (Willing Productions)
- Avec Les Libertaires, chez Vinilkosmo
  - JoMo kaj Liberecanoj
  - JoMo friponas (disque festivo-latin)
  - JoMo slavumas (consacré à la musique de l'Europe de l'Est)
- Collaborations
  - avec Jonny M sur l’album Kreaktiva (eo)

## Ouvrages
- Jean-Marc Leclercq, Le gascon de poche, Assimil, 2004, 208 p., 11 × 15 cm (ISBN 2-7005-0345-7 et 978-2-7005-0345-6, OCLC 469863034)
- (oc) Jean-Marc Leclercq, Ucraïna, Institut d'estudis occitans, 2006, 304 p., 14 × 18 cm (ISBN 2-85910-385-6 et 978-2-85910-385-9, OCLC 470299980)
- (oc) Jean-Marc Leclercq, Diccionari de rimas, Per noste, mai 2012, 426 p., 15 × 21,5 cm (ISBN 978-2-86866-097-8 et 2-86866-097-5, OCLC 805059928)